# Ficus crassipes
Ficus crassipes är en mullbärsväxtart som beskrevs av Frederick Manson Bailey. Ficus crassipes ingår i släktet fikonsläktet, och familjen mullbärsväxter. Inga underarter finns listade i Catalogue of Life.